# François-Xavier Carbonnell
François-Xavier Carbonnell est un auteur-compositeur-interprète français.

## Discographie
Albums
- Des crocodiles et des rêveurs (2004)
- La saison morte (2005)
- La pêche à la lune (2007)